# Хомберг, Вильгельм
Вильгельм (Гийом) Хомберг (нем. Wilhelm Homberg; 1652—1715) — химик, медик и естествоиспытатель.
Доктор философии, член Парижской академии наук (1691; académicien chimiste).

## Биография
Вильгельм Хомберг родился 8 января 1652 года в индонезийском городе Джакарте в семье Джона Хомберга — саксонского дворянина, родом из Кведлинбурга, который был лишен наследства во время Тридцатилетней войны и служил в Азии в качестве офицера Голландской Ост-Индской компании.
Получив соответствующее образование в Йенском и Лейпцигском университетах, Хомберг работал сперва адвокатом в Магдебурге, но под влиянием Отто фон Герике стал изучать естественные науки и медицину. Объездил с этой целью несколько европейских стран, в частности, Италию, Францию, Швецию, Венгрию.
Некоторое время проработал Великобритании в исследовательской лаборатории  англо-ирландского химика и физика Роберта Бойля в городе Лондоне.
С 1685 по 1690 год Вильгельм Хомберг практиковал как врач в Риме. В 1691 году В. Хомберг поселился в столице Франции городе Париже в качестве личного врача Филиппа Второго, герцога Орлеанского.
Его многочисленные исследования помещены в мемуарах Парижской академии с 1692 по 1714 год. Вильгельм Хомберг выделил из буры борную кислоту (состава ее он, однако, не знал), составил легкоплавкие сплавы из олова, свинца и висмута, открыл фосфоресценцию расплавленной смеси хлористого кальция с известью (эта смесь была известна под названием фосфора Гомберга) и др. За его вклад в науку, Парижская академия избрала учёного своим членом.
Вильгельм Хомберг умер 24 сентября 1715 года в городе Париже.